# دینا ماریا کریک

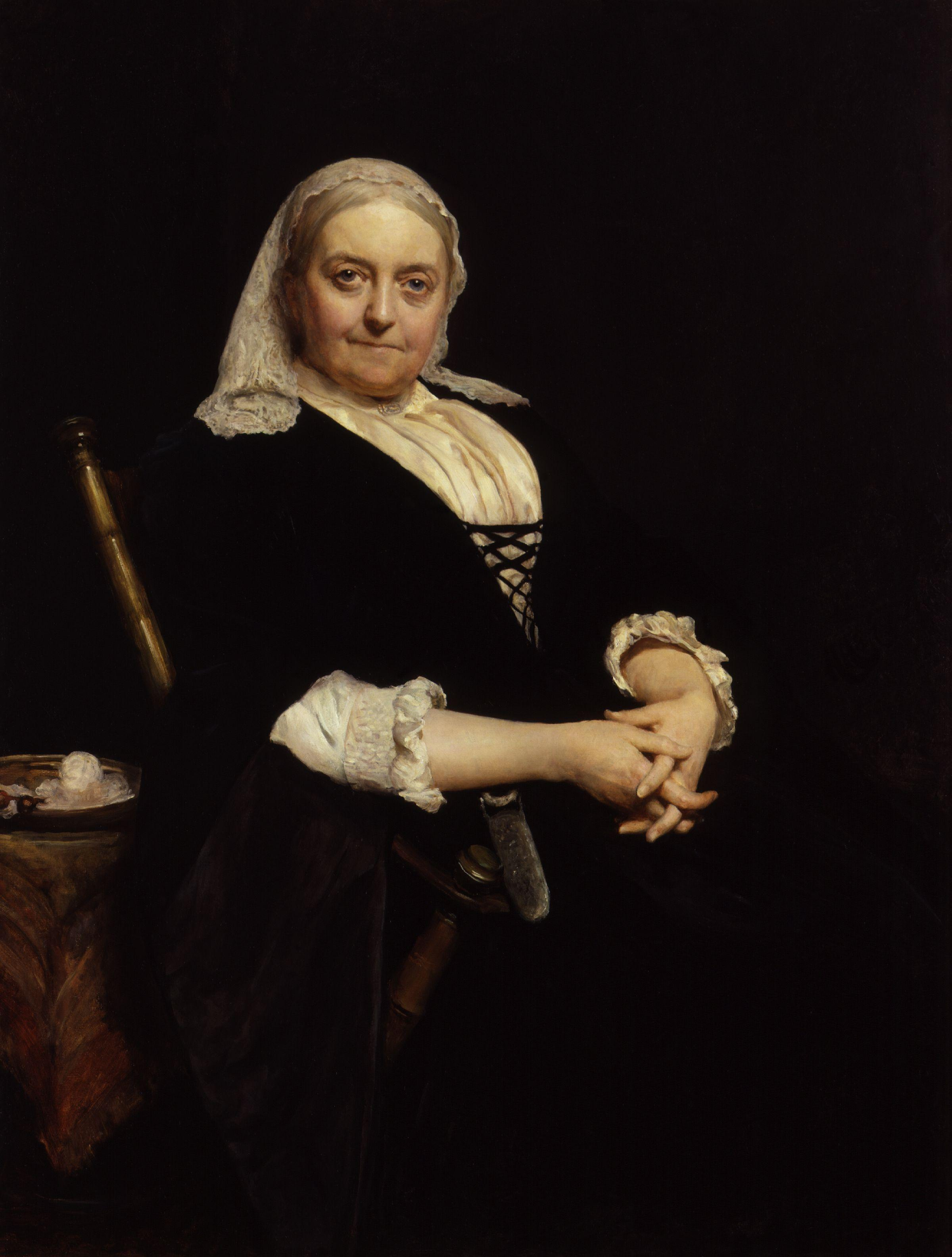
پرترهٔ دینا کرِیک، اثر هوبرت فون هِرکومر (۱۸۸۷)

دینا ماریا مولاک کرِیک (به انگلیسی: Dinah Maria Mulock Craik) (زادهٔ ۲۰ آوریل ۱۸۲۶، استوک-آن-ترنت – درگذشتهٔ ۱۲ اکتبر ۱۸۸۷، منطقهٔ بروملی لندن) رمان‌نویس، شاعر، و سفرنامهنویس بریتانیایی بود. قطعهٔ زیر در حکمتی از دوستی از اوست:
"Words of wisdom on friendship"

Oh, the comfort

The inexpressible comfort of feeling safe with a person

having neither to weigh thoughts nor measure words

But pouring them all right out

Just as they are, chaff and grain together

Certain that a faithful hand will take and sift them

keep what is worth keeping

And then the breath of kindness blow the rest away

خوشا صحبت دوستی که در کنارش

نه مجبوری که اندیشه‌های خود را بسنجی

و نه گفته‌ها را در ترازو نهی

بلکه، بی‌خیال، هرچه می‌اندیشی بر زبان می‌آوری

و کاه و گندم را در کف او می‌نهی

و بی‌گمان دانی که او

آن کاه و گندم را غربال خواهد کرد:

دانهٔ شایسته را به‌کار خواهد گرفت

و کاه را با نَفَس مهربانی به باد خواهد سپرد.